# Абу Бакр-мирза (сын Миран-шаха)
Абу Бакр-мирза (1382—1409) —  царевич из рода Тимуридов, старший сын Миран-шаха и внук Тамерлана.

## Биография
Старший сын Миран-шаха и один из старших внуков Тамерлана. Родился в 1382 году, его матерью была Урун Султан Ханика, дочь Суюргатмыш-хана, правителя Чагатайского улуса. 
Осенью 1400 года во время войны с Мамлюкским султанатом участвовал во взятии Алеппо и Хамы. Во время войны с Османской империей участвовал в Ангорской битве, командуя авангардом правого фланга, первым атаковал сербских воинов, которые упорно сопротивлялись, несмотря на помощь войск его отца и деда. После победы в битве над сербско-османской армией, преследуя Сулеймана Челеби, сына султана Баязида взял Изник и вернулся к деду на сборы войска с богатой добычей.
В 1403 году, после смерти наследника трона Мухаммад Султана стал правителем Багдада. В том же году разбил Кара Юсуфа, предводителя Кара-Коюнлу, чей брат Кара-Али погиб в сражении, а жена Кара-Юсуфа и весь скот достались победителям. После победы Абу Бакр начал восстановление Багдада, разрушенного в 1401 году и экономического состояния Ирака, приложил усилия к восстановлению территории, пострадавшей при набегах Кары-Юсуфа.
В 1405 году, после смерти деда, прочитал хутбу и отчеканил монеты с именем отца. По приглашению наследника Халиля-Султана выехал с отцом в Самарканд. После встречи матери с младшим братом Умаром-мирзой, Абу-Бакр поехал к нему, но был схвачен людьми брата и посажен в крепость в Султании, при этом мать братьев его упрекала:
А мать этих Омара Мирассы и Абобакера Мирассы, узнав о том, что брат пленил брата, отправилась к Омару Мирассе, разорвав на себе одежду и обнажив грудь. Пришла к сыну, заливаясь слезами, говоря: «Я родила вас, дети, а теперь ты хочешь убить своего брата, хотя знаешь, что он тебе единокровный и что все его любят». А [сын] ответил, что пленил своего брата только за то, что он глуп и дерзок, говорит [непотребные] речи, но что он не желает ничего другого, как [видеть] своего отца сеньором.
 Абу Бакр бежал из тюрьмы и вернулся к отцу, вместе с которым стал вести войну против брата Омара-мирзы, захватив несколько крепостей, принадлежащих Омару и его сторонникам.
В апреле 1406 года его двоюродные братья Рустам-мирза, Пир Мухаммад Мирза и Искандар Султан-мирза вместе с Умаром-мирзой заключили союз и начали против него войну, но были разбиты войсками Абу-Бакра, который затем осадил Исфахан, но позже снял осаду и отправился в поход во владения братьев. 
В апреле 1408 года вместе с отцом выступил в поход против Кара-Юсуфа, но их войско было разбито, а Миран-шах погиб в сражении. Абу-Бакру удалось спастись и он бежал в Керман, где был принят местным правителем, против которого составил заговор. После того как его заговор был раскрыт, он бежал в Систан, где и умер. 